# Kim Kwang-suk (gimnasta)
Gwang Suk Kim (Corea del Norte, 15 de febrero de 1976) es una gimnasta artística norcoreana, campeona mundial en 1991 en el ejercicio de barras asimétricas.

## Trayectoria
En el Mundial de Indianápolis 1991 gana la medalla de oro en asimétricas, por delante de la soviética Tatiana Gutsu y la estadounidense Shannon Miller, que ambas empataron con la medalla de plata.
Al año siguiente compitió en los Juegos Olímpicos de Barcelona 1992.

## Controversia sobre su edad
Debido a su aspecto en 1992 -medía 1,32 metros y le faltaban los dientes frontales-, se creó la sospecha de que Kim no tenía los 17 años que decía tener. Ello derivó en una investigación por parte de la Federación Internacional de Gimnasia, la cual descubrió que había habido incosistencias sobre su edad en, al menos, tres ocasiones anteriores. Dado que los norcoreanos no pudieron dar pruebas que aclararan la situación de manera definitiva, la FIG suspendió a todos los gimnastas del país durante 1993. Kim no volvería a competir a nivel internacional, pero seguiría siendo considerada una referente del deporte en su país, por lo que fue designada para portar la antorcha olímpica en Corea del Norte durante su recorrido a los Juegos Olímpicos de Pekín 2008.